# Giekau
Giekau là một đô thị thuộc huyện Plön, trong bang Schleswig-Holstein, nước Đức. Đô thị Giekau có diện tích 32,8 km², dân số thời điểm 31 tháng 12 năm 2006 là 1104 người.